# Japan op de Olympische Winterspelen 1956

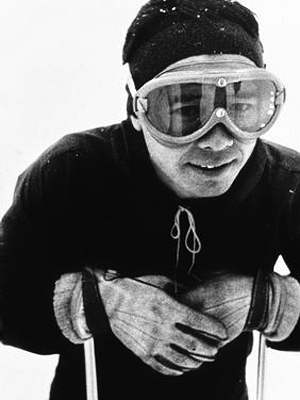
Chiharu Igaya

Tijdens de Olympische Winterspelen van 1956, die in Cortina d'Ampezzo (Italië) werden gehouden, nam Japan voor de vijfde keer deel.

## Medailleoverzicht
| Sport       | Olympiër      | Discipline | Medaille |
| ----------- | ------------- | ---------- | -------- |
| Alpineskiën | Chiharu Igaya | slalom (m) | Zilver   |

## Deelnemers en resultaten

### Alpineskiën
| Olympiër        | Discipline       | Resultaat | Prestatie                      |
| --------------- | ---------------- | --------- | ------------------------------ |
| Chiharu Igaya   | afdaling (m)     | dq        | diskwalificatie                |
| Chiharu Igaya   | reuzenslalom (m) | 11e       | 3.15,6 (+15,5)                 |
| Chiharu Igaya   | slalom (m)       | Zilver    | 3.18,7 (+4,0) 1.30,2+1.48,5    |
| Susumu Sugiyama | afdaling (m)     | 28e       | 3.39,1 (+46,9)                 |
| Susumu Sugiyama | reuzenslalom (m) | 45e       | 3.40,8 (+40,7)                 |
| Susumu Sugiyama | slalom (m)       | 33e       | 4.17,0 (+1.02,3) 1.51,0+2.26,0 |

### Langlaufen
| Olympiër     | Discipline | Resultaat | Prestatie        |
| ------------ | ---------- | --------- | ---------------- |
| Tatsuo Miyao | 15 km (m)  | 48e       | 56.59 (+7.20)    |
| Tatsuo Miyao | 30 km (m)  | 28e       | 1:55.40 (+11.34) |
| Tatsuo Miyao | 50 km (m)  | 25e       | 3:25.47 (+35.20) |

### Noordse combinatie
| Olympiër          | Discipline | Resultaat | Prestatie                                                                |
| ----------------- | ---------- | --------- | ------------------------------------------------------------------------ |
| Koichi Sato       | mannen     | 33e       | 384,900 punten schans: 191,5 (66,0+68,0+65,5 m) 15 km: 193,400 (1:08.21) |
| Hiroshi Yoshizawa | mannen     | dnf       | opgave schans: 210,5 (69,5+76,5+74,0 m) 15 km: dns                       |

### Schaatsen
| Olympiër             | Discipline   | Resultaat | Prestatie         |
| -------------------- | ------------ | --------- | ----------------- |
| Taketsugu Asazaka    | 500 m (m)    | 22e       | 43,1 (+2,9)       |
| Taketsugu Asazaka    | 1500 m (m)   | 21e       | 2.15,4 (+6,8)     |
| Taketsugu Asazaka    | 5000 m (m)   | 28e       | 8.23,6 (+34,9)    |
| Taketsugu Asazaka    | 10.000 m (m) | 22e       | 17.35,3 (+59,4)   |
| Yoshiyasu Gomi       | 1500 m (m)   | 39e       | 2.19,2 (+10,6)    |
| Yoshiyasu Gomi       | 5000 m (m)   | 27e       | 8.22,2 (+33,5)    |
| Yoshiyasu Gomi       | 10.000 m (m) | 23e       | 17.35,9 (+1.00,0) |
| Yoshitaki Hori       | 500 m (m)    | 17e       | 42,8 (+2,6)       |
| Yoshitaki Hori       | 1500 m (m)   | 23e       | 2.15,9 (+7,3)     |
| Yoshitaki Hori       | 5000 m (m)   | 46e       | 8.53,5 (+1.04,8)  |
| Kiyotaka Takabayashi | 500 m (m)    | 30e       | 43,6 (+3,4)       |
| Shinkichi Takemura   | 500 m (m)    | 11e       | 42,4 (+2,2)       |
| Shinkichi Takemura   | 1500 m (m)   | 36e       | 2.18,3 (+9,7)     |

### Schansspringen
| Olympiër          | Discipline | Resultaat | Prestatie                  |
| ----------------- | ---------- | --------- | -------------------------- |
| Hiroshi Yoshizawa | mannen     | 13e       | 205,0 punten (80,5+74,0 m) |
| Koichi Sato       | mannen     | 39e       | 178,5 punten (68,0+66,0 m) |

Australië · België · Bolivia · Bulgarije · Canada · Chili · Duits eenheidsteam · Finland · Frankrijk · Griekenland · Groot-Brittannië · Hongarije · IJsland · Iran · Italië · Japan · Joegoslavië · Libanon · Liechtenstein · Nederland · Noorwegen · Oostenrijk · Polen · Roemenië ·  Sovjet-Unie · Spanje · Tsjecho-Slowakije · Turkije · Verenigde Staten · Zuid-Korea · Zweden · Zwitserland